# Comité d'État pour les réfugiés et les personnes déplacées
Comité d'État de la République d'Azerbaïdjan pour les réfugiés et les personnes déplacées à l'intérieur du pays (en azerbaïdjanais: Azərbaycan Respublikasının Qaçqınların və Məcburi Köçkünlərin İşləri Üzrə Dövlət Komitəsi) est une agence gouvernementale au sein du Cabinet des ministres de l’Azerbaïdjan chargée de la réglementation des questions relatives aux réfugiés et aux personnes déplacées à l’intérieur de l’Azerbaïdjan, y compris de l’aide humanitaire et du logement. Le président du Comité est Rovchan Rzayev.

## Histoire
Conformément au décret du Présidium de la RSS d'Azerbaïdjan du Conseil suprême en date du 19 septembre 1989, dans le but de résoudre les problèmes liés à l'accueil, au logement et aux conditions de vie des réfugiés et de coordonner l'activité des organisations soviétiques, économiques, administratives et publiques Le Comité d’État de la RSS d’Azerbaïdjan pour les affaires des personnes obligées de quitter leur foyer a été créé au sein du gouvernement de la RSS d’Azerbaïdjan.
Le 5 janvier 1993, le comité a été renommé Comité d'État de la République d'Azerbaïdjan pour les réfugiés et les personnes déplacées.

## Objectifs principaux
Conformément à la réglementation de la République d’Azerbaïdjan en date du 1er février 2005, les principaux objectifs du comité sont l’établissement temporaire, le rapatriement et la protection sociale des réfugiés, des immigrants et des personnes expulsées de leur domicile, évalué pour recevoir le statut de réfugié (demandeur d'asile); l'amélioration de leurs conditions de vie sociales dans les territoires libérés de l'occupation, conférant le statut de "réfugié" ou de "personne déplacée dans leur propre pays", dans l'ordre et sur la base des dispositions de la législation de la République d'Azerbaïdjan, la délivrance des certificats de réfugié confirmant ce statut et la privation de ces personnes de ce statut, la diffusion de faits constitutifs de violations massives des droits des réfugiés et des personnes en interne personnes déplacées, en tenant à jour la date statistique sur les réfugiés et les personnes déplacées à l'intérieur de leur logement; travailler avec les organisations internationales et non gouvernementales en vue de la réalisation de diverses mesures de réinsertion et de réinsertion des réfugiés et des personnes déplacées dans leur propre pays; l’augmentation de l'emploi et réduction de la pauvreté sur les lieux de résidence et de rapatriement, création de conditions favorables au retour des réfugiés et des personnes déplacées dans les résidences, réalisation de travaux de construction et de réparation de logements et d'objets sociaux pour eux.
Selon le président Ali Hassanov, 1,3 milliard de dollars du budget de l’État, 850 millions de dollars du Fonds pétrolier d’Azerbaïdjan et 738 millions de dollars d’organisations internationales ont été alloués en 2008.

## Activité
Le Comité fournissent l'assistance nécessaire aux réfugiés et aux personnes déplacées à l'intérieur du pays.
En février 2017, le Comité d'État pour les réfugiés et les personnes déplacées a organisé la visite d'une délégation de 55 représentants à Jojoug Marjanli, dans la région de Jabrayil. La délégation était composée de représentants diplomatiques et de chefs d'organisations internationales.
Le 11 décembre 2017, le Comité a organisé une visite pour les chefs des missions diplomatiques des organisations internationales dans la région du Tərtər.